# 153. vestlige længdekreds
Den 153. vestlige længdekreds (eller 153 grader vestlig længde) er en længdekreds, der ligger 153 grader vest for nulmeridianen. Den løber gennem Ishavet, Nordamerika, Stillehavet, det Sydlige Ishav og Antarktis.